# 亞基米夫卡 (格尼奇斯克區)
46°32′38″N 34°51′49″E / 46.54389°N 34.86361°E
亞基米夫卡（烏克蘭語：Якимівка）是位於烏克蘭南部的村莊，由赫爾松州海尼切斯克區的海尼切斯克市镇負責管轄。該村面積0.53平方公里，海拔高度27米，2001年人口1，人口密度每平方公里1.87人。